# Postmoderne Literatur
Die Postmoderne Literatur bezeichnet eine Strömung oder gattungsspezifische Form. Der Begriff selbst entstand Ende der 50er Jahre, hat aber keine genauere Begriffsbestimmung erfahren. Ein Grund für die fehlende Definition der postmodernen Literatur ist ihr Rückgriff auf die Moderne.

## Geschichte
Der Ausdruck Postmoderne lässt sich bereits 1870 nachweisen. 1959 wies der amerikanische Literaturwissenschaftler Irving Howe auf das niedrige Innovationsvermögen der damaligen zeitgenössischen Literatur zur vorausgegangenen Moderne hin und bezeichnete sie als post modern. Weitere frühe Theoretiker waren der Soziologe Charles Wright Mills und Charles Percy Snow. Leslie Fiedler betrachtete die Ansprüche der literarischen Moderne als gescheitert und sah in der Vermischung von Hochliteratur und Massenkultur die Geburt der Postmoderne, wodurch der Innovationsmangel eine positive Konnotation bekam. 1975 wurde der Terminus auf die Architektur übertragen. Anschließend ging der Begriff auch in die Philosophie ein. Der französische Philosoph Jean-François Lyotard veröffentlichte 1979 die Arbeit La Condition postmoderne. Das Konzept der Postmoderne fand seinen Ursprung in den Werken französischer Theoretiker, wie Jacques Lacan, Roland Barthes, Michel Foucault und Jacques Derrida.

## Merkmale
Im Gegensatz zur Klassischen Moderne, die eine Erneuerung der Literatur anstrebte, herrscht in der Postmoderne das Spiel mit der literarischen Tradition vor. 
Der Innovationszwang und Originalitätsanspruch der Kunst soll durch dieses Spiel unterlaufen werden. Dazu bedient sich der postmoderne Schriftsteller zahlreicher Gestaltungsmittel wie sie in der Klassischen Moderne entwickelt wurden, oder bereits vorher bestanden, zum Beispiel die Intertextualität, Metafiktionalität  und Stilmitteln wie des Pastiches, Zitats oder der Collage. 
Letztlich soll dadurch ein „ästhetischer Pluralismus“ geschaffen werden. Folglich urteilt Martin Klepper: „Die Postmoderne bleibt eklektizistisch“. Eine Epigonalität wird mit Hilfe der Ironie vermieden.

## Vertreter der postmodernen Literatur
Romane
- Flann O’Brien („Auf Schwimmen-zwei-Vögel“, „Der dritte Polizist“, „Aus Dalkeys Archiven“)
- John Barth (Der Tabakhändler, 1960)
- John Fowles (Die Geliebte des französischen Leutnants, 1969)
- Thomas Pynchon („Die Enden der Parabel“, „Mason & Dixon“)
- Fran Ross (Oreo, 1974)
- Italo Calvino (Wenn ein Reisender in einer Winternacht, 1979)
- Umberto Eco (Der Name der Rose, Das Foucaultsche Pendel)
- Paul Auster („Stadt aus Glas“, „Mond über Manhattan“)
- Patrick Süskind (Das Parfum, 1985)
- Don DeLillo („Sieben Sekunden“, „Unterwelt“)
- Michael Ondaatje (Der englische Patient, 1992)[11]
- Wiktor Pelewin (Omon hinterm Mond, Das Leben der Insekten, Generation P, Buddhas kleiner Finger)
- Alban Nikolai Herbst (Wolpertinger oder Das Blau 1993, Anderswelt-Trilogie, 1998 – 2013)
- Christoph Ransmayr (Morbus Kitahara, 1995)
- David Foster Wallace (Unendlicher Spaß, 1996)
- Jon Fosse (Morgen und Abend, 2000)
- Roberto Bolaño (2007)
- Dimitris Lyacos (Z213: Exit, 2009)
- Giannina Braschi (United States of Banana, 2011)
- Martin Ganter (War anders und anders, 2023)

Lyrik
- André du Bouchet

Dramen
- Heiner Müller („Die Hamletmaschine“)
- Thomas Bernhard („Die Macht der Gewohnheit“)
- Sarah Kane („Gier“)
- Dimitris Lyacos („Mit den Menschen von der Brücke“)